# Sévérac-le-Château
 Sévérac-le-Château  là một xã ở tỉnh Aveyron, thuộc vùng Occitanie ở miền nam nước Pháp.
The Château de Sévérac là một 13th century castle that dominates the town. It is open to the public.